# Agrippa Menenius Lanatus

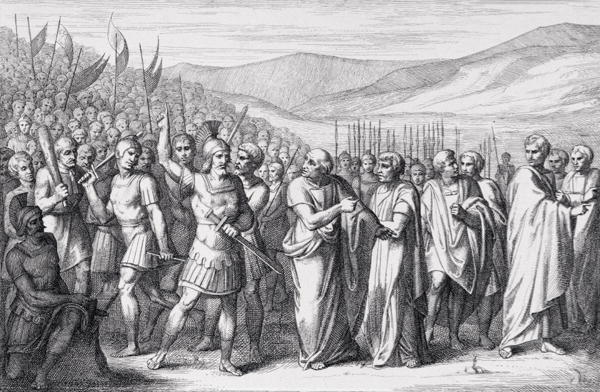
Menenius Lanatus erzählt sein Gleichnis (B. Barloccini, 1849)

Agrippa Menenius Lanatus (auch Menenius Agrippa; * vor 540 v. Chr.; † 493 v. Chr.) war ein sagenhafter Politiker und Konsul in der Frühzeit der römischen Republik, der 494 v. Chr. durch eine Parabel die Plebejer angeblich zum Abbruch ihrer ersten Sezession bewog.

## Leben
Agrippa Menenius Lanatus bekleidete 503 v. Chr. den Consulat. Aus welchem Stand er stammt, ist nicht klar: Da der Consulat bis zu den Leges Liciniae Sextiae des Jahres 367 v. Chr. den Patriziern vorbehalten war, liegt es nahe, ihn diesem Stand zuzuordnen; nach Titus Livius war er dagegen ein Plebejer. Nach Angaben von Livius und von Dionysios von Halikarnassos soll er einen Triumph über die Aurunker gefeiert haben. Agrippa Menenius soll in großer Armut gestorben sein, sodass der römische Staat die Kosten seiner Bestattung übernahm. Dieser ebenfalls bei Livius und Dionysios überlieferten Nachricht schenkt der Althistoriker Hans Georg Gundel keinen Glauben, es handele sich um ein „Exemplum paupertatis“, ein von der moralischen Geschichtsschreibung der Antike herausgestrichenes Musterbeispiel lobenswerter Bescheidenheit.

## Die Parabel vom Magen und den Gliedern
Als im Rahmen der Ständekämpfe die Plebejer 494 v. Chr. aus der Stadt auf den Aventin oder den Mons Sacer zogen, um gegen ihre ungerechte Behandlung durch die Patrizier zu protestieren, schickte der Senat Agrippa aus, um sie zu überzeugen, wieder zurückzukehren. Dies soll ihm nach Livius, Ab urbe condita 2,32,9, gelungen sein, indem er ihnen eine Parabel vortrug: Danach hätten die Glieder des Körpers ihre Tätigkeit eingestellt, um nicht immer nur dem faulen Magen dienen zu müssen. Dadurch hätten sie sich aber selbst geschwächt und so eingesehen, dass in einem gegliederten Ganzen wie dem Körper oder eben dem Staat jeder Teil eine für das Ganze sinnvolle Funktion ausübt. Dies hätten die Plebejer eingesehen und ihre Sezession beendet.
Diese Geschichte wird von der althistorischen Forschung als Legende aus späterer Zeit angesehen. Nach dem britischen Althistoriker A. Drummond stammt sie nicht aus römischen, sondern aus griechischen literarischen oder philosophischen Quellen. In Wahrheit brachen die Plebejer ihren Streik ab, weil die Patrizier ihnen zugestanden hatten, jährlich zwei eigene Magistrate zu wählen, die Volkstribune, die ein Interzessionsrecht gegen alle Entscheidungen des Senats und der übrigen Magistrate haben sollten.

## Rezeptionsgeschichte
Die Fabel wurde breit rezipiert. Dietmar Peil fand in der Literatur mehr als 150 Versionen, Varianten, Bearbeitungen und Zitate dieser Fabel, die sich in Ausgang und Deutung unterscheiden und teils im Zusammenhang mit Menenius Agrippa, teils auch ohne diesen gebracht werden.
So griff der Apostel Paulus im 1. Jahrhundert bei der Abfassung des ersten Korintherbriefs darauf zurück, als er die Gemeinde als Leib Christi beschrieb, der aus vielen Teilen mit ganz unterschiedlichen Aufgaben zusammengesetzt sei (1 Kor 12,12-30 ). Römische Historiker übermitteln divergierende Fassungen, aber in stets identischem historischem Kontext: Mit der Fabel vom Streit der Glieder mit dem Magen, die seit der Antike als Beweis für die Wirksamkeit rhetorischer Fertigkeiten gilt, gelingt es Agrippa, die plebs zur Rückkehr in die Stadt zu bewegen. Alle römischen Historiker erinnern aber auch an die politischen Zugeständnisse an die Plebejer. Auch alle aus der Antike überlieferten Versionen innerhalb von Fabelsammlungen liefern die Moral durch Wendung ins Politische, indem sie das Verhältnis des Magens zu den Gliedern auf das der Obrigkeit zu den Untertanen übertragen. Im Mittelalter verallgemeinern die Sammlungen, in denen verschiedene Varianten der Magen-Glieder-Fabel, die Moral zur gegenseitigen Abhängigkeit innerhalb der Gesellschaft über den im engeren politischen Sinn hinaus.
Zu Beginn der Neuzeit bringt Erasmus Alberus einen Neuansatz der Deutung der Agrippa-Fabel durch Politisierung: Der Vorwurf der ökonomischen Ausbeutung wird abgewehrt durch die Aufforderung, die angeblich unentbehrliche Obrigkeit zu ehren und ihr zu gehorchen. Dieser Wandel zu einem herrschaftsstabilisierenden Argument wird begünstigt durch die politische Einstellung der die Prinzipien der Reformation vertretenden Autoren, die Röm. 13,1 und 1. Petr. 2, 13 zum politischen Programm erheben und sich somit auf die Seite der Obrigkeit stellen. So nutzt Nathan Chyträus die Magen-Glieder-Fabel als Appell zum Gehorsam und zur bereitwilligen Abgabenleistung. Von Georg Rollenhagen wird sie 1595 im Froschmeuseler zum gleichsam antidemokratischen Argument gewendet: Diese Fabel  zeige die Konsequenzen der staatsgefährdenden Devise „Jeder für sich, got für uns all“, die Rollenhagen vor allem in der Demokratie verbreitet sieht. Der berühmteste Fabeldichter der Neuzeit, der Franzose Jean de La Fontaine bringt eine eher ökonomische Erkenntnis und begründet den Eingangsvergleich mit der zentralen Funktion des königlichen Hofes im Wirtschaftskreislauf.
Im 18. Jahrhundert, der Blütezeit der Fabel, wird der Streit der Glieder mit dem Magen meistens politisch gedeutet. Daniel Wilhelm Triller bringt eine neue Sicht des Problems: Im Rangstreit gebühre den Leistungen des Magens die größte Anerkennung. Er formuliert die Moral aber nicht als einen an beide Parteien gerichteten Appell, sondern scheint sich primär an die Untertanen zu wenden, denen er mit dem Modalverb „müssen“ die Dienstleistung als eine Pflicht auferlegt; die obrigkeitlichen Aufgaben erscheinen hingegen als eine bereits erfüllte Voraussetzung. Trillers Version der Fabel legitimiert bestehende Herrschaftsverhältnisse, immunisiert sie als gleichsam den Prinzipien der Natur entsprechend gegen mögliche Kritik. Der Benediktiner Willibald Kobolt vergleicht den Magen mit der „Rent=Cammer“ eines Staates, in die alle ihren Beitrag zu entrichten haben und mit deren Mitteln der Fürst für das Wohl des Landes zu sorgen hat. Die 1760 in Nürnberg erschienene illustrierte Sammlung „Aesopi Leben und auserlesene Fabeln“ bringt auf S. 91 f.eine Prosafassung der Agrippa-Fabel und die Moral: „Ehr deine Obrigkeit, und gieb, was ihr gebühret, Weil sie dies schwehre Amt nur dir zum Nutzen führet.“
Im 19. Jahrhundert geht die Magen-Glieder-Fabel zu erzieherischen Zwecken in die Kinder- und Jugendliteratur ein. Der 1821 in Nürnberg erschienene Aesop für Kinder Johann Heinrich Ernestis legt vor allem Wert auf die soziale Interdependenz. Karl Heinrich Caspari ordnet die Agrippa-Fabel dem 4. Gebot zu und betont und preist die Dienstbereitschaft.
William Shakespeare ließ Menenius in seiner 1608 entstandenen Tragödie Coriolanus (I/1) mit seiner Parabel einen Misserfolg erleben. Im 17. Jahrhundert dichtete Jean de Lafontaine die Geschichte zu einer seiner Fabeln um. 1936 bezeichnete der Philosoph Ernst Bloch die Parabel als „eine der ältesten Soziallügen“. Die Geschichte wurde in Anknüpfung an Shakespeare von Bertolt Brecht in seinem posthum hinterlassenen Dramenfragment Coriolan von Shakespeare und von Günter Grass in seinem Drama Die Plebejer proben den Aufstand aus dem Jahr 1966 erneut auf die Bühne gebracht.